# Karczmy-Kolonia
Karczmy-Kolonia (prononciation [ˈkart͡ʂmɨ kɔˈlɔɲa]) est un village de la gmina de Zelów, du powiat de Bełchatów, dans la voïvodie de Łódź, situé dans le centre de la Pologne.
Il se situe à environ 10 kilomètres au nord-est de Zelów (siège de la gmina), 21 kilomètres au nord de Bełchatów (siège du powiat) et 30 kilomètres au sud-ouest de Łódź (capitale de la voïvodie).
Sa population s'élevait approximativement à 60 habitants en 2006.

## Administration
De 1975 à 1998, le village est attaché administrativement à l'ancienne voïvodie de Piotrków.

Depuis 1999, il fait partie de la nouvelle voïvodie de Łódź.